# Stretto di Krenicyn
Lo stretto di Krenicyn o Šestoj Kuril'skij (in russo пролив Крени́цына, Шестой Курильский; in italiano "sesto stretto delle Curili") è un braccio di mare nell'oceano Pacifico settentrionale, nella catena delle isole Curili, che separa l'isola di Charimkotan da Onekotan. Ha una larghezza di circa 15 km e mette in comunicazione il mare di Ochotsk con il Pacifico. Si trova nel Severo-Kuril'skij rajon dell'oblast' di Sachalin, in Russia. 
Lo stretto porta il nome dell'esploratore russo Pëtr Kuz'mič Krenicyn e segue la numerazione da nord a sud degli stretti della cresta delle Curili. 